# Bob Gagliano
Robert Frank Gagliano, detto anche The Goose, detto Bob (Los Angeles, 5 settembre 1958), è un ex giocatore di football americano statunitense che ha giocato nel ruolo di quarterback nella National Football League (NFL). Al college giocò a football prima alla United States International University (ora Alliant International University) e poi alla Utah State University.

## Carriera professionistica
Gagliano fu scelto nel corso del dodicesimo giro (319º assoluto) del Draft NFL 1981 dai Kansas City Chiefs. Giocò nella NFL fino al 1995 per otto differenti squadre, in particolare i Detroit Lions, che nel 1989 condusse a vincere tutte le ultime cinque gare della stagione. Nel 1987, durante lo sciopero dei giocatori, Gagliano fu per una partita il quarterback titolare dei San Francisco 49ers al posto di Joe Montana, guidandoli alla vittoria contro i New York Giants.

## Vittorie e premi
Nessuno

## Statistiche
| Yard passate      | 3.431 |
| Touchdown         | 17    |
| Intercetti subiti | 27    |
| Passer rating     | 62,7  |